# Édouard Gaston Deville

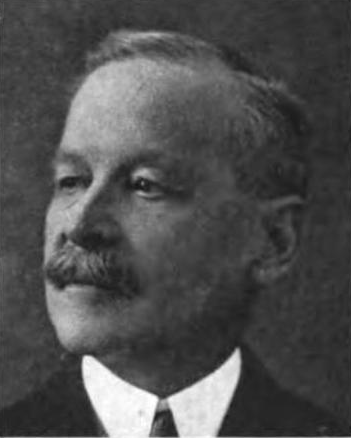
Édouard-Gaston Deville

Édouard Gaston Daniel Deville (* 21. Februar 1849 in La Charité, Frankreich; † 21. September 1924 in Ottawa) war ein französisch-kanadischer Landesvermesser.
Deville diente in der französischen Marine. Dort führte er bis 1874 hydrographische Studien unter anderem auf Südseeinseln und Peru durch, bevor er nach Kanada übersiedelte.
In den Jahren 1875 bis 1924 arbeitete er für das nationale Amt für Geodäsie und Kartographie (den „Surveyor General of Canada“) und perfektionierte als Erster die Methode der Photogrammetrie. Er entwickelte ein System Karten zu erstellen, indem er Schnittpunkte von Photographien, die von Stativen aus gemacht wurden, aufzeichnete. Ab 1885 war er dabei als „Surveyor General of Canada“ der Leitende Vermesser.

## Ehrungen
1882 wurde er zum Fellow der Royal Society of Canada. Die kanadische Regierung, vertreten durch den für das Historic Sites and Monuments Board of Canada zuständigen Minister, ehrte Deville am 14. Oktober 1971 für seine Leistung und erklärte ihn zu einer „Person von nationaler historischer Bedeutung“. Seit 1960 trägt zur Ehrung seiner Leistung der Deville-Gletscher in der Antarktis seinen Namen. Außerdem trägt der Mount Deville im Yoho-Nationalpark trägt seinen Namen.